# Три кота: Зимние каникулы
«Три кота: Зимние каникулы» —  российский новогодний полнометражный анимационный фильм студии «Метрафильмс» по заказу телеканала «СТС» о новых приключениях Коржика, Карамельки и Компота, персонажей популярного сериала «Три кота». Мультфильм является продолжением «Три кота и море приключений». Премьера мультфильма состоялась 12 декабря 2024 года.

## Сюжет
Миллионы лет назад, когда на одной планете была жизнь, по земле бродили первобытные дикие коты и кошки, которые дружили с дикими животными и динозаврами. Но пролетающая мимо комета погрузила всю планету в ледниковый период, и все живые существа замёрзли. Однако спустя много лет планета нагрелась, и на ней появилась новая жизнь. Далее действие переносится в настоящее время, где Коржик, Карамелька и Компот решили вместе с мамой, папой и дедушкой отправиться на новогодних каникулах к бабушке Изольде в Северландию, чтобы вместе с ней встретить Новый год. Бабушка котят Изольда работает учёным биологом, изучая жизнь в древней замёрзшей воде и пытаясь найти выжившее древнее существо. Коржик, Карамелька и Компот решают помочь бабушке с поисками жизни во льдах и случайно находят в ледяной пещере древнего первобытного котёнка. Бабушка размораживает древнего котёнка с помощью своего специального устройства и специальной розовой жидкости. Древний котёнок освобождается и оживает, но сначала буянит и шалит. Однако котята с родителями успокаивают его, кормят и учат всему современному. Они дают котёнку имя Леденец и решают помочь ему найти во льдах его родителей.
В это время блогер по прозвищу «Доктор Шок» узнаёт об оборудовании у бабушки котят и о древних котах, которых они нашли. Доктор Шок решает украсть их и присвоить себе, чтобы прославиться как настоящий учёный, получить нобелевскую премию учёного, а также заработать больше просмотров и лайков в интернете, так как на деле он никакой не учёный, а двоечник и шарлатан, которого тем не менее большинство в интернете почитают и любят смотреть его видео. Бабушка и котята находят родителей Леденца, выламывают огромную льдину вместе с ними и оставляют его рядом с домиком, куда они временно зашли погреться от холода. Воспользовавшись этим, Доктор Шок вместе со своими подручными, Пифагором и Архимедом, похищают замороженных родителей Леденца и прибор с жидкостью для разморозки на вездеходе. Семейка котов преследуют вора, но последнему удаётся сбежать от них на вертолёте. Семейка не собирается сдаваться и намерена спасти родителей Леденца, отправившись в погоню на воздушном шаре.
Доктор Шок начинает новую прямую трансляцию, чтобы показать разморозку древних котов, но в его эфир вмешиваются котята с родителями и пытаются ему помешать. В ходе сражения зрители в интернете видят и слышат разоблачения Доктора Шока, после чего на последнем видео блогер получает намного больше дизлайков, что говорит о том, что его репутация разрушена. Однако Доктор Шок берёт в плен Леденца и угрожает сбросить его в пропасть, если ему не отдадут прибор с жидкостью, который успели забрать. Под шантажом главные герои отдают Доктору Шоку то, что он требует. Леденец с друзьями спасают всё ещё замороженных родителей, а Доктор Шок сбегает на вертолёте и отправляется в музей, чтобы разморозить тираннозавра по кличке Рыка. Используя красный лазер от своих ключей от вертолёта, он заставляет динозавра гнаться за красной точкой и тем самым устраивает хаос в музее. На помощь успевают котята с Леденцом, который успокаивает динозавра с помощью своего колокольчика. Оказалось, что этот тираннозавр — ручной питомец Леденца.
Доктор Шок побеждён и наказан работой в виде уборки в музее, а котята с бабушкой размораживают родителей Леденца и дикая семейка вновь воссоединяется. Семейка котов, также как и Леденец, учат диких родителей всему, что находится в настоящем времени и все вместе они ночью, рядом с музеем под большой ёлкой встречают Новый год.

## Роли озвучивали
| Актёр              | Роль                            |
| ------------------ | ------------------------------- |
| Лев Кутенков       | Коржик                          |
| Анна Глушинская    | Карамелька                      |
| Владимир Прудников | Компот                          |
| Михаил Хрусталёв   | Папа / Папака                   |
| Светлана Кузнецова | Мама / Мамака / Продавщица ёлок |
| Максим Сергеев     | Дедушка / Рассказчик            |
| Светлана Казарцева | Бабушка Изольда                 |
| Миша Сапоровский   | Леденец                         |
| Сергей Васильев    | Доктор Шок                      |
| Дмитрий Высоцкий   | Архимед                         |
| Андрей Сикорский   | Пифагор                         |
| Михаил Черняк      | Реактор Академии                |
| Регина Щукина      | Директриса                      |
| Александр Васильев | Учёные академии                 |

## Производство
15 июля 2024 года состоялся фестиваль VK Fest в Москве и в Санкт-Петербурге, где были представлены новые проекты франшизы «Три кота», включая и новый полнометражный мультфильм.
23 октября 2024 года на YouTube был опубликован трейлер мультфильма, а также в сети появился постер мультфильма. Премьера мультфильма сначала стартовала 9 декабря 2024 года в кинотеатре «КАРО 11 Октябрь», а уже 12 декабря он вышел в мировом прокате.

### Рекламная кампания
Вместе с премьерой мультфильма «СТС Медиа» и «Детский мир» запустили акцию с продажей игрушек по мотивам мультфильма, которые продлились до 12 января 2025 года. Одновременно с мультфильмом на Android и iOS вышла одноимённая игра по мотивам мультфильма. 20 ноября 2024 года ИД «Лев» издал детскую книгу «Три кота. Зимние каникулы. Приключения в Северландии» по мотивам сюжета мультфильма.

## Премьера
Мировая премьера мультфильма «Три кота: Зимние каникулы» состоялась 12 декабря 2024 года, а до этого пред показ фильма состоялся сперва в Москве 6 декабря на площадке Международного форума гражданского участия #МЫВМЕСТЕ в рамках «Атмосферной» программы. Также в Москве 7 декабря премьера состоялась в кинотеатре «КАРО 11 Октябрь».

## Критика
Полина Калмыкова, писавшая свою рецензию для «Т—Ж», похвалила свежий сюжет и то, что мультфильм поднимает знакомые детям проблемы, которые не выглядят стыдно, а также песни, хронометраж и шутки. Лариса Малюкова, писавшая свою рецензию для «Новая газета», хвалила старание авторов над малышовой анимацией для мультфильма и экшн-сцены, просматривая которые, зрители будут переживать за героев. «Критиканство» поставило мультфильму 80 баллов из 100 на основе одной рецензии.